# MUSIX!
『MUSIX!』（ミュージックス!）は2000年12月3日から2003年3月18日までテレビ東京系列（TXN）で放送されていた音楽番組。
ジャパンエフエムネットワーク（JFN）の『WORLDMUSIX』や、TBSラジオの『MUSIX』（こちらの読みはミュージクス）との関係性はない。

## 番組概要
MCであるキャイ〜ン・モーニング娘。と様々なアーティスト達とのトークや、モーニング娘。のコントが行われる音楽バラエティー番組だった。
BSデジタルテレビジョン放送がスタートした2000年12月1日、テレビ東京ではBSデジタル放送局としてBSジャパンを開局した。その2日後の3日に音楽バラエティー番組としてこの番組が放送を開始した。テレビ東京系列やBSジャパンだけでなく、多くのテレビ東京系列以外のテレビ局が番販扱いで購入して放送していた。
日曜放送時代は『ASAYAN』の次番組として放送し、ハロー!プロジェクト系列以外の同番組出身アーティストが多く出演していた。もちろん同番組も日曜放送終了まで放送していたが、ここでは不定期でモーニング娘。の企画が放送されていた。しかし、2001年8月26日にはこの番組と『ASAYAN』の2番組を休止し、「モーニング娘。LOVEオーディション21」という特別番組が放送され、同番組からモーニング娘。の5期メンバー（高橋愛・紺野あさ美・小川麻琴・新垣里沙）が誕生した。この番組でも途中経過が放送されていた。
『ASAYAN』が終了するとこの番組は火曜日夜10時枠に移動。ここでは「モーニング娘。LOVEオーディション2002」の途中経過（ただし最終決定は2003年1月19日の「日曜ビッグバラエティ」で放送）や市井紗耶香 in CUBIC CROSSの密着コーナーが放送された。なお、「モーニング娘。LOVEオーディション2002」からモーニング娘。の6期メンバー（亀井絵里・道重さゆみ・田中れいな。発表直前に藤本美貴も加入）が誕生しているが、こちらはこの番組が終了した後にデビューした。
なお、この番組はテレビ東京とBSジャパンの共同制作番組で、その他に『あっぱれ!日本一』（ 〜2001年9月）や『女と愛とミステリー』（ 〜2005年3月、4月から『水曜ミステリー9』〈BSジャパンは『BSミステリー』〉）がある。
本番組終了後は『日経スペシャル ガイアの夜明け』が枠移動し、2021年3月まで放送された（『ガイアの夜明け』自体は枠移動を経て現在も放送中）。

## MC
- キャイ〜ン（ウド鈴木・天野ひろゆき）
- モーニング娘。（飯田圭織・安倍なつみ・保田圭・後藤真希・石川梨華・辻希美・加護亜依など）

## 放送日時

### テレビ東京系列
- 2000年12月3日〜2001年3月25日 - 日曜日 21:54〜22:54（前枠：『期間限定!ピカピカ天王洲LIVE』）
- 2001年4月1日〜2002年3月24日 - 日曜日 21:54〜22:48
- 2002年4月9日〜2003年3月18日 - 火曜日 22:00〜22:54（前枠：『倫敦音楽館 Lon-mu』）

### BSジャパン
- 2000年12月2日〜2003年3月22日 - 土曜日 20:00〜21:00
  - 番組開始当初から2001年5月19日（テレビ東京系列は同月20日）放送分までBSジャパンがテレビ東京系列より1日早い先行放送だったが、同局の著作権・肖像権の問題の折り合いから同月26日の同局での放送を中止し、翌27日（BSジャパンは6月2日）放送分から逆にテレビ東京系列がBSジャパンより6日早い先行放送に切り替えた。なお、テレビ東京系列が放送日時を変更してもBSジャパンは日時を変更せずに放送した。

## 主なコーナー
- MUSIX!バス
- ウドフィール

ウド鈴木独自の目線でゲストのプロフィールを紹介する。内容はほとんどウソ。
- MUSIX IN BLACK

キャイ〜ンがゲストの楽屋に乱入するコーナー。
- Pick Up Artist Bus Tour
- お茶の間ショッピング

安倍なつみ（なっちー）・石川梨華（チャーミー）
- BAR/CAFE WOODSTOCK

オーナーがウド鈴木、常連客が天野ひろゆき。ゲストとトークを行った。
- The Backstage

天野ひろゆき・石川梨華の司会でゲスト・ウド鈴木・モーニング娘一部メンバーを雛壇に並べた、集団トークコーナー。
- モー娘。選手権
  - ほふく前進クイズ
  - モー娘。コロリン
- MUSIXクワイア!
- オトゲノム

飯田圭織・安倍なつみ・保田圭・後藤真希・石川梨華・吉澤ひとみの中から2人が調査員となり、ゲストを学術的に分析していた。
- 業界常識クイズ
- MUSIX!コロシアム
- ギャンブルフィッシュ
- クイズMUSIX

内山信二やカラテカなどがクイズを出題した。
- リストランテM。

司会（ギャルソン）：石川梨華
- ミニコーナー
  - MUSIX!エレベーター

エレベーター娘。（辻希美・加護亜依）
  - MUSIX FIGHT!
  - モー娘。甲子園。
  - DJM。（Disk Jocky M）

DJマリー（矢口真里）と歌手によるトーク。
- Angel Hearts

モーニング娘。の中学生（当時）チームによるチアダンスをテーマにしたドキュメントドラマ。
高橋愛・辻希美・加護亜依・紺野あさ美・小川麻琴・新垣里沙、三田智子コーチ
- 市井紗耶香密着ドキュメント
- LOVEオーディション2002最新情報
- 今週の日直娘。

## スタッフ
- ナレーター：服部潤、金月真美
- 構成：野中浩之、新田英生、中井晴哉、金沢達也、秋葉高彰
- 演出補：渡辺大樹、上米良夕子、株木亘、柴幸伸、浅野太
- ディレクター：関光晴、内田久善、大庭竹修、松澤潤、宮川幸二、中島公健
- プロデューサー：川原慎（初代）、森原靖（以前は演出、その後は2代目P）
- 統括プロデューサー：橋山厚志
- 技術協力：テクノマックス、TAMCO、LiTX、東京舞台照明
- 収録スタジオ：テレビ東京天王洲スタジオ
- 制作協力：浅井企画、アップフロントエージェンシー（現：アップフロントプロモーション）、PROCEED、PROTX
- 制作：BSジャパン
- 製作著作：テレビ東京

## ネット局
★印は過去に「ハロー!モーニング。」「ハロモニ@」を放送していたネット局
☆印は過去に「ハロー!モーニング。」を放送していたネット局
- 東京都・関東広域圏 - TX テレビ東京 ★
- 北海道 - TVH テレビ北海道 ★
- 青森県 - 未放送
- 岩手県 - IBC岩手放送（TBS系列） ☆
- 宮城県 - KHB 東日本放送（テレビ朝日系列）
- 秋田県 - 未放送
- 山形県 - YTS 山形テレビ（テレビ朝日系列）
- 福島県 - FCT 福島中央テレビ（日本テレビ系列）
- 新潟県 - NT21 新潟テレビ21（テレビ朝日系列）
- 長野県 - SBC 信越放送（TBS系列）
- 山梨県 - 未放送
- 静岡県 - SATV 静岡朝日テレビ（テレビ朝日系列）
- 富山県 - KNB 北日本放送（日本テレビ系列）
- 石川県 - MRO 北陸放送（TBS系列） ☆
- 福井県 - FTB 福井テレビ（フジテレビ系列） ☆
- 愛知県 - TVA テレビ愛知 ★
- 岐阜県 - GBS 岐阜放送 ☆
- 三重県 - MTV 三重テレビ ☆
- 大阪府 - TVO テレビ大阪 ★
- 滋賀県 - BBC びわ湖放送 ★
- 京都府 - 未放送
- 兵庫県 - 未放送
- 奈良県 - TVN 奈良テレビ ★
- 和歌山県 - WTV テレビ和歌山 ☆
- 山陰地方 - NKT 日本海テレビ（日本テレビ系列）
- 岡山県・香川県 - TSC テレビせとうち ★
- 広島県 - HOME 広島ホームテレビ（テレビ朝日系列） ☆
- 山口県 - 未放送
- 徳島県 - 未放送
- 愛媛県 - EAT 愛媛朝日テレビ（テレビ朝日系列）
- 高知県 - 未放送
- 福岡県 - TVQ TVQ九州放送 ★
- 佐賀県 - 未放送
- 長崎県 - NCC 長崎文化放送（テレビ朝日系列）
- 熊本県 - RKK 熊本放送（TBS系列）
- 大分県 - OBS 大分放送（同上） ☆
- 宮崎県 - 未放送
- 鹿児島県 - KYT 鹿児島読売テレビ（日本テレビ系列）
- 沖縄県 - OTV 沖縄テレビ ☆
- BSデジタル - BSジャパン